# Jean-François-Joseph Rochechouart de Faudoas

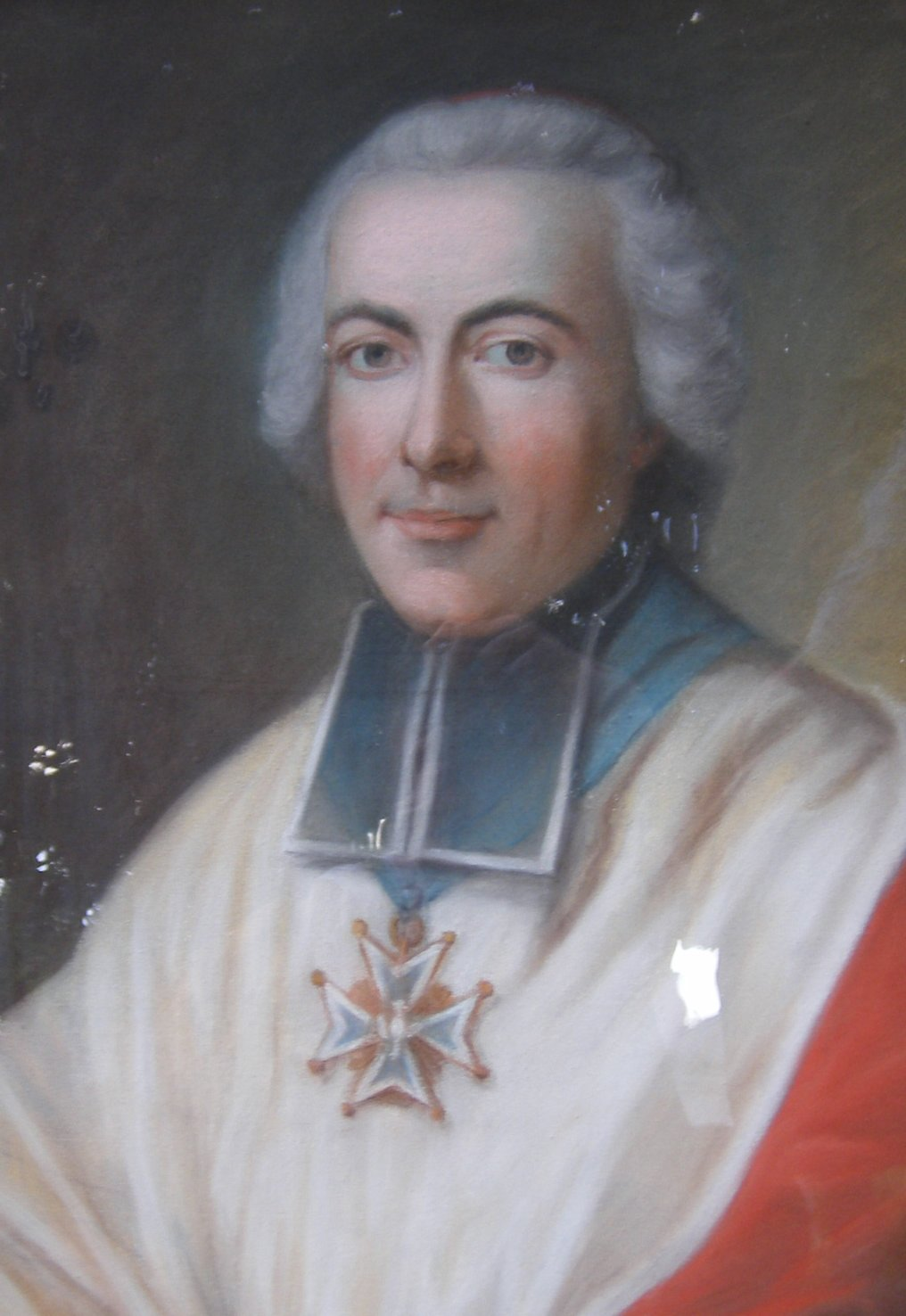
Kardinal Rochechourad

Jean-François-Joseph Rochechouart de Faudoas (* 27. Januar 1708 in Toulouse, Frankreich; † 20. März 1777 in Paris) war ein französischer Kardinal der Römischen Kirche.

## Leben
Nach dem Studium der Theologie an der Pariser Sorbonne, welches er mit einem Lizenziat abschloss, wurde er für sieben Jahre Generalvikar für das Erzbistum Rouen.
Papst Benedikt XIV. ernannte ihn am 18. September 1741 zum Bischof von Laon. Von 1758 bis 1762 als Botschafter Frankreichs am Heiligen Stuhl. Papst Clemens XIII. kreierte Rochechouart de Faudoas am 23. November 1761 zum Kardinal und übertrug ihm die Titelkirche Sant’Eusebio, wo er am 25. Januar 1762 als Kardinalpriester installiert wurde. Der Kardinal nahm am Konklave von 1769 teil, nicht mehr aber am Konklave 1774–1775.